# Fungiacava
Fungiacava is een monotypisch geslacht van tweekleppigen uit de familie van de Mytilidae.

## Soorten
- Fungiacava eilatensis T. F. Goreau, N. I. Goreau, Neumann & Yonge, 1968